# Église d'Ylistaro
L'église d'Ylistaro (en finnois : Ylistaron kirkko) est une église située à Seinäjoki en Finlande,.

## Description
L'église d'Ylistaro est la troisième église de Finlande par sa taille.
L'édifice a une hauteur maximale de 52 mètres.
Sa nef a une longueur de 50 mètres et une hauteur de 16 mètres. Elle peut accueillir 2 500 personnes.
Le retable peint en 1888 par Adolf von Becker représente la Transfiguration.
L'orgue à 55 jeux est fourni par la fabrique d'orgues de Kangasala en 1952.